# RCA Studio A
RCA Studio A es un estudio de grabación ubicado en Nashville, Estados Unidos, construido en 1964 por Chet Atkins, Owen Bradley y Harold Bradley. Originalmente conocido como "RCA Victor Nashville Sound Studios", se convirtió durante los años 60 en un factor fundamental para el desarrollo de la  producción musical del conocido como Sonido Nashville.
Desde 2015, forma parte del Registro Nacional de Lugares Históricos de los Estados Unidos. Desde 2016, es la sede Low Country Sound, un sello discográfico dirigido por el productor Dave Cobb.

## Historia
El estudio fue construido en 1965 bajo la dirección de Chet Atkins, Owen Bradley y Harold Bradley, siendo propiedad de RCA Records hasta 1977. A pesar del nombre, el estudio A es más nuevo que el RCA Studio B, que fue construido en 1956. Los estudios A y B fueron conocidos en conjunto como RCA Victor Nashville Sound Studios.
En 2002, el edificio fue alquilado para doce años por Ben Folds para su compañía Grand Victor Sound. Folds, a su vez alquiló partes del edificio a otros artistas, como Jamey Johnson.
Los terrenos del edificio pasaron por múltiples propietarios hasta que en 2014 un contratista local amenazó con su demolición.
Ben Folds, logró, con el apoyo del empresario discográfico Mike Curb y de los filántropos Chuck Elcan y Aubrey Preston, que adquirieron el edificio, preservar el histórico estudio de grabación.
En 2015, los estudios A y B fueron incluidos en el Registro Nacional de Lugares Históricos. Mientras que el estudio B se convirtió en atracción turística, el estudio A continuó usándose como estudio de grabación.
A comienzos de 2016, el productor de música country, Dave Cobb se hizo cargo del edificio, convirtiéndolo en sede de su compañía discográfica Low Country Sound.

## Legado histórico
Quonset Hut Studio, RCA Studio B y RCA Studio A, fueron los tres estudios de grabación esenciales para el desarrollo del denominado Sonido Nashville, un estilo sofisticado caracterizado por coros y cuerdas, que revivió la popularidad de la música country y ayudó a establecer la reputación de Nashville como centro de grabación internacional.
Diseñado después del Quonset Hut Studio y el RCA Studio B,  el estudio A posee una gran sala de grabación, capaz de albergar grandes coros, orquestas, secciones de cuerdas y bandas en directo. El diseño fue obra de John E. Volkmann para facilitar las grabaciones de los grandes conjuntos necesarios para desarrollar el característico Sonido Nashville, Desde su apertura, el estudio A, ha sido utilizado por artistas como The Beach Boys Tony Bennett Joe Cocker Brent Cobb Ben Folds Alan Jackson Waylon Jennings Jamey Johnson B.B. King Miranda Lambert Loretta Lynn Jason Isbell The Monkees Amanda Palmer Dolly Parton Rival Sons Leon Russell William Shatner Chris Stapleton George Strait Zach Bryan Paramore, Porter Wagoner y Slash.